# Sergio Akieme
Sergio Akieme Rodríguez (* 16. Dezember 1997 in Madrid) ist ein spanisch-äquatorialguineischer Fußballspieler, der aktuell bei Stade Reims in der Ligue 1 spielt.

## Karriere

### Verein
Akieme begann seine fußballerische Ausbildung beim FC Getafe. Im Sommer 2013 wechselte er zu Rayo Vallecano in die Jugendakademie. In der Spielzeit 2015/16 spielte er dort bereits 31 Mal für die zweite Mannschaft in Spaniens fünfter Liga und stand auch schon einmal im Kader der erstklassigen Profimannschaft. Nach weiteren 31 Amateurspielen für die Reserve debütierte Akieme nach letztjährigem Abstieg der Profis am letzten Spieltag der Saison 2016/17. In der LaLiga 2 gegen Sevilla Atlético. In der Spielzeit 2017/18 bestritt er drei Ligapartien und gewann mit seinem Team die Zweitligameisterschaft, womit der Wiederaufstieg erreicht wurde. Daraufhin kam er am 21. Oktober 2018 (9. Spieltag) zu seinem LaLiga-Debüt als er bei der 1:2-Niederlage gegen seinen Jugendklub FC Getafe über 90 Minuten spielte und das Tor seiner Mannschaft vorlegte.
Der Verein stieg wieder ab und Akieme wechselte nach drei Ligapartien für eine Ablöse von 300 Tausend Euro zum FC Barcelona Atlètic, der zweiten Mannschaft des FC Barcelona. Im B-Team war er Stammspieler und absolvierte 27 Ligaspiele samt verlorener Aufstiegsplayoffs. Im Februar 2020 stand er zudem zweimal im Kader der ersten Mannschaft in der LaLiga und der Champions League.
Für die gesamte Saison 2020/21 wurde er an den Zweitligisten UD Almería verliehen, die eine Kaufoption besaßen, sobald Akieme 22 Spiele bestritt. Hier schoss er direkt bei seinem ersten Einsatz gegen den CD Lugo sein erstes Tor und musste später aufgrund einer gelb-roten Karte frühzeitig den Platz verlassen. Bei Almería war er allerdings direkt Stammspieler und spielte 36 Ligapartien mit zwei Toren, wobei er mit dem Team auch in den Aufstiegsplayoffs scheiterte. Der Klub zog die Kaufoption und Akieme wechselte für dreieinhalb Millionen Euro und Boni zum Zweitligisten. In der Saison 2021/22 spielte er daraufhin 30 Mal, schoss ein Tor und wurde mit Almería Zweitligameister, wodurch er erneut in LaLiga aufstieg. Dort schoss er am 25. Spieltag bei einer 1:2-Niederlage gegen den FC Sevilla sein erstes Tor in der ersten Liga. Mit insgesamt 29 Einsätzen und einem Tor in der Spielzeit 2022/23 war Akieme auch in der Primera División gesetzt und erreichte knapp den Klassenerhalt mit dem Verein. Bis Ende Januar spielte Akieme 19 weitere Male für den Klub, schoss dabei zwei Tore, konnte mit dem Team allerdings bis dahin kein einziges Ligaspiel gewinnen.
Daraufhin wechselte er für eine Ablöse von sechs Millionen Euro zum französischen Erstligisten Stade Reims. Nachdem er auch hier bei seinem Debüt traf, kam Akieme noch in zwölf weiteren Partien der Saison 2023/24 zum Einsatz und schoss noch ein Tor am letzten Spieltag.

### Nationalmannschaft
Akieme spielte im Jahr 2015 insgesamt vier Spiele für mehrere Juniorennationalmannschaften Spaniens.

## Erfolge
Rayo Vallecano
- Spanischer Zweitligameister: 2018  ▲

FC Barcelona
- Spanischer Vizemeister: 2020 (ohne Einsatz)

UD Almería
- Spanischer Zweitligameister: 2022  ▲